# 10.5cm leFH 16

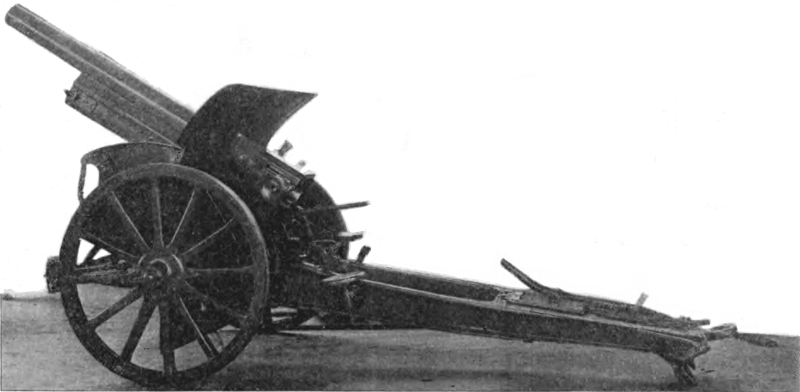
10.5 cm leFH 16

10.5 cm leFH 16（10,5 cm leichte Feldhaubitze 16）とは、第一次世界大戦中の1916年にドイツ帝国が採用した105mm榴弾砲である。

## 概要
この砲は7.7cm FK 16の砲架に105mmの砲身を搭載して製造された。第一次世界大戦終結後、ヴェルサイユ条約によって大砲の保有を禁止されたドイツから戦争賠償としてベルギーが残存砲を接収して装備した。
第二次世界大戦直後の1940年の西方電撃戦で再びベルギーはナチス・ドイツの侵攻を受けて全土が占領された際にleFH 16もドイツ国防軍が再度接収し10.5 cm leFH 327 (b)の名称を付けて二線級の後方部隊に配備している。

## スペック
- 口径：105mm
- 全長：2.31m
- 全幅：m
- 重量：1,525kg
- 砲身長：1,878mm（22口径）
- 仰俯角：-10°~+40°
- 左右旋回角：4°
- 運用要員：名
- 発射速度：4~5発/分（最大）
- 射程：9,225m
- 生産期間：1916年~1918年
- 生産総数：門